# Otto Schumann (General)

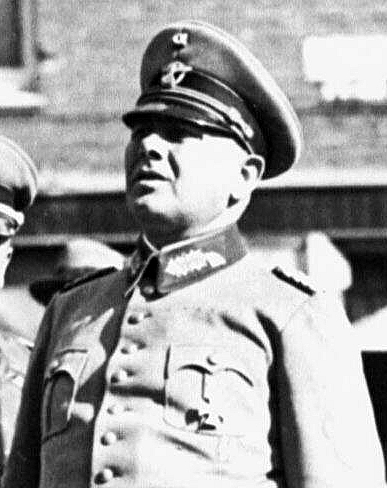
Schumann in Amsterdam (1940)

Heinrich Eduard Otto Schumann (* 11. September 1886 in Metz; † 8. November 1952 in Detmold) war ein deutscher Offizier, zuletzt Generalleutnant der Polizei und SS-Gruppenführer im Zweiten Weltkrieg.

## Leben
Otto Schumann war der Sohn des gleichnamigen Premierleutnants. Nach dem Besuch des Realgymnasiums in Trier war er ab Anfang April 1897 zur militärischen Ausbildung im Kadettenhaus Oranienstein und ab April 1903 an der Hauptkadettenanstalt Groß Lichterfelde. Ab Mitte März 1907 diente er im Rang eines Leutnants beim 4. Lothringischen Infanterie-Regiment Nr. 136. Anfang Oktober 1913 wechselte er zur Kaiserlichen Marine und nahm als Marineoffizier u. a. als Adjutant und Bataillonskommandeur durchgehend am Ersten Weltkrieg teil. Er wurde Ende Dezember 1919, mehrfach ausgezeichnet, im Rang eines Hauptmanns aus der Armee entlassen. Von März bis Oktober 1919 hatte er sich einem Freikorps in Ostpreußen angeschlossen und war danach mobiler Kreiskommissar bzw. ab Beginn des Jahres 1920 Kreisrat beim Landrat in Wehlau. Von Januar 1920 bis Juli 1921 war er Mitglied bei der DNVP. Mitte Juli 1921 in den Polizeidienst ein und war zunächst bei der Schutzpolizei in Königsberg, ab Juni 1924 in Münster, ab April 1928 in Hildesheim und ab Januar 1933 in Hannover beschäftigt.
Nach der „Machtergreifung“ trat er 1933 der NSDAP bei (Mitgliedsnummer 1.753.690). Ab Mai 1935 war er Kommandeur der Schutzpolizei in Weißenfels. Nach der Beförderung vom Major zum Oberstleutnant war er ab Ende Januar 1936 zunächst Kommandeur der Schutzpolizei und ab Anfang November 1937 Inspekteur der Ordnungspolizei (BdO) in Stettin. Am 20. April 1939 wurde Schumann in die SS (SS-Nr. 327.367) aufgenommen und vier Monate später zum SS-Standartenführer befördert.
Nach Beginn des Zweiten Weltkrieges war er im Zuge des Überfalls auf Polen Leiter der Polizeiabteilung beim Stab des CdZ des Armeeoberkommandos 4. Nach dem Westfeldzug war er von Juni 1940 bis Dezember 1942 Befehlshaber der Ordnungspolizei (BdO) in den deutsch besetzten Niederlanden mit Dienstsitz Den Haag und in dieser Funktion verantwortlich für die Beteiligung der ihm unterstehenden Polizeieinheiten bei der Repression der niederländischen Bevölkerung und bei den Judendeportationen. Von Dezember 1942 bis September 1943 war er Inspekteur der Ordnungspolizei im Wehrkreis VI mit Dienstsitz Münster und wurde danach beurlaubt. Reaktiviert war er von Anfang März 1944 bis Oktober 1944 war er als BdO im Wehrkreis XVII in Wien tätig und wurde Ende Dezember 1944 endgültig aus dem Polizeidienst entlassen. Danach gehörte weiterhin dem Stab des SS-Oberabschnitts West an.
Nach Kriegsende befand er sich von Januar bis Mai 1946 in alliierter Internierung. Ab November 1948 erhielt er eine Pension zuerkannt.

## Auszeichnungen
| Schumanns SS- und Polizeiränge | Schumanns SS- und Polizeiränge                   |
| Datum                          | Rang                                             |
| ------------------------------ | ------------------------------------------------ |
| Juli 1936                      | Oberst der Schutzpolizei                         |
| August 1938                    | SS-Standartenführer                              |
| April 1940                     | SS-Oberführer                                    |
| Januar 1941                    | SS-Brigadeführer und Generalmajor der Polizei    |
| August 1943                    | SS-Gruppenführer und Generalleutnant der Polizei |

- Eisernes Kreuz (1914) II. Klasse und I. Klasse
- Kriegsverdienstkreuz I. und II. Klasse mit Schwerten
- Ehrendegen des Reichsführers SS
- SS-Ehrenring